# ジーリー・CK
吉利汽車・自由艦 (Geely CK, Free Cruiser) は、中国の自動車メーカー、吉利汽車のセダンである。

## 概要
2005年4月に販売開始。GM大宇と共同開発された。エンジンはDOHC 16バルブ EGI 1.5Lエンジンと、1.3Lエンジンが搭載され、1.5Lエンジンについてはトヨタによって設計されたものである。4速オートマチックトランスミッションおよび5速マニュアルトランスミッションが組み合わせられる。
フロントデザインについては、メルセデス・ベンツのデザインとの類似性が指摘されている。

## 安全性の評価
2010年10月に行われたラテンNCAPにおいて前面オフセット衝突テストを行ったが、安全性が劣るとして5つ星評価で星ゼロの評価となった。